# The Best of Michael Jackson
The Best of Michael Jackson é uma coletânea de hits de Michael Jackson lançada em 1975 pela sua antiga gravadora, Motown. Suas vendas são estimadas em 2,2 milhões de cópias ao redor do mundo e chegou à posição #44 nos Estados Unidos. A Collection of Michael Jackson's Oldies é a primeira compilação de sucesso e foi lançada em 8 de dezembro de 1972
| Críticas profissionais                                                      | Críticas profissionais |
| Avaliações da crítica                                                       | Avaliações da crítica  |
| Fonte                                                                       | Avaliação              |
| --------------------------------------------------------------------------- | ---------------------- |
| Allmusic                                                                    | [ 1 ]                  |
| Esta tabela precisa de ser acompanhada por texto em prosa. Consulte o guia. |                        |

## Faixas
1. "Got to Be There"
2. "Ben"
3. "With a Child's Heart"
4. "Happy"
5. "One Day in Your Life"
6. "I Wanna Be Where You Are"
7. "Rockin' Robin"
8. "We're Almost There"
9. "Morning Glow"
10. "Music and Me"